# Brille und Bombe: Bei uns liegen Sie richtig!
Brille und Bombe: Bei uns liegen Sie richtig! ist eine deutsch-brasilianische Filmkomödie aus dem Jahre 1966 mit Peter Thom und Wolfgang Völz in den Titelrollen.

## Handlung
Brille und Bombe sind zwei ehemalige Ganoven, die soeben aus dem Knast entlassen wurden. Endlich in Freiheit, haben die beiden Ex-Knackis eine „glänzende“ Idee, um auf wenig aufwendige Weise endlich mal zu Geld zu kommen: Warum sollen sie, die sie die dunklen Seiten der menschlichen Existenz besser als jeder andere kennen, nicht eine Detektei aufmachen? Gleich der erste Kunde verspricht einen fetten Auftrag: ein reicher Schwede hat ein Töchterchen, das nach Brasilien reisen will. Damit sie in Südamerika nicht „unter die Räder“ kommt, beauftragt er Brille & Bombe, auf die attraktive Blondine aufzupassen. In Südamerika angekommen, haben sie alle Hände voll zu tun, die junge Dame im Auge zu behalten und sie vor Unbilden zu schützen. Nach so manchem Abenteuer können die beiden smarten Deutschen schließlich auch noch einer Bande gewiefter Taschendiebe das Handwerk legen.

## Produktionsnotizen
Brille und Bombe: Bei uns liegen Sie richtig! wurde 1966 in Deutschland und Brasilien gedreht und lief am 24. Januar 1967 in Deutschland an.
Niko Matul und Peter Schlewski zeichneten für die Filmbauten verantwortlich.
Mehrere Filmveteranen beendeten mit Brille und Bombe: Bei uns liegen Sie richtig! ihre Filmkarriere: neben den Schauspieler-Altstars Grethe Weiser und Rolf Weih auch der Filmproduzent Alfred Bittins.

## Kritik
„Kriminalklamauk.“